# Istrian Spring Trophy 2010
L'Istrian Spring Trophy 2010, cinquantesima edizione della corsa, valevole come prova del circuito UCI Europe Tour 2010 categoria 2.2, si svolse in tre tappe, precedute da un cronoprologo, dal 18 al 21 marzo 2010 per un percorso totale di 431,7 km, con partenza da Gracischie e arrivo a Zelena Laguna. Fu vinto dallo sloveno Robert Vrečer, della squadra Perutnina Ptuj, che si impose in 9 ore 52 minuti e 55 secondi alla media di 43,686 km/h.
Al traguardo di Zelena Laguna 130 ciclisti conclusero la competizione.

## Tappe
| Tappa  | Data     | Percorso                               | km    | Vincitore di tappa | Leader cl. generale |
| ------ | -------- | -------------------------------------- | ----- | ------------------ | ------------------- |
| prol.  | 18 marzo | Gracischie > Lindaro (Cronometro ind.) | 2,7   | Robert Vrečer      | Robert Vrečer       |
| 1ª     | 19 marzo | Parenzo > Albona                       | 131   | Blaž Furdi         | Blaž Furdi          |
| 2ª     | 20 marzo | Orsera > Montona                       | 157   | Robert Vrečer      | Robert Vrečer       |
| 3ª     | 21 marzo | Pisino > Zelena Laguna                 | 141   | Radoslav Rogina    | Robert Vrečer       |
| Totale | Totale   | Totale                                 | 431,7 |                    |                     |

## Dettagli delle tappe

### Prologo
- 18 marzo: Gracischie > Lindaro – Cronometro individuale – 2,7 km

Risultati
| Pos. | Corridore       | Squadra        | Tempo |
| ---- | --------------- | -------------- | ----- |
| 1    | Robert Vrečer   | Perutnina Ptuj | 3'51" |
| 2    | Wilco Kelderman | Rabobank Con.  | s.t.  |
| 3    | André Schulze   | PSK Whirlpool  | a 2"  |

| Pos. | Corridore       | Squadra        | Tempo |
| ---- | --------------- | -------------- | ----- |
| 1    | Robert Vrečer   | Perutnina Ptuj | 3'51" |
| 2    | Wilco Kelderman | Rabobank Con.  | s.t.  |
| 3    | André Schulze   | PSK Whirlpool  | a 2"  |

### 1ª tappa
- 19 marzo: Parenzo > Albona – 131 km

Risultati
| Pos. | Corridore       | Squadra     | Tempo    |
| ---- | --------------- | ----------- | -------- |
| 1    | Blaž Furdi      | Sava        | 3h03'45" |
| 2    | Radoslav Rogina | Loborika    | a 3"     |
| 3    | Matej Gnezda    | Adria Mobil | a 6"     |

| Pos. | Corridore       | Squadra        | Tempo    |
| ---- | --------------- | -------------- | -------- |
| 1    | Blaž Furdi      | Sava           | 3h07'40" |
| 2    | Robert Vrečer   | Perutnina Ptuj | a 4"     |
| 3    | Wilco Kelderman | Rabobank Con.  | s.t.     |

### 2ª tappa
- 20 marzo: Orsera > Montona – 157 km

Risultati
| Pos. | Corridore           | Squadra        | Tempo    |
| ---- | ------------------- | -------------- | -------- |
| 1    | Robert Vrečer       | Perutnina Ptuj | 3h46'26" |
| 2    | Radoslav Rogina     | Loborika       | a 21"    |
| 3    | Arkimedes Arguelyes | Itera-Katusha  | s.t.     |

| Pos. | Corridore       | Squadra        | Tempo    |
| ---- | --------------- | -------------- | -------- |
| 1    | Robert Vrečer   | Perutnina Ptuj | 6h54'00" |
| 2    | Blaž Furdi      | Sava           | a 25"    |
| 3    | Wilco Kelderman | Rabobank Con.  | a 34"    |

### 3ª tappa
- 21 marzo: Pisino > Zelena Laguna – 141 km

Risultati
| Pos. | Corridore       | Squadra     | Tempo    |
| ---- | --------------- | ----------- | -------- |
| 1    | Radoslav Rogina | Loborika    | 2h58'57" |
| 2    | Blaž Furdi      | Sava        | s.t.     |
| 3    | Jan Tratnik     | Zheroquadro | s.t.     |

| Pos. | Corridore       | Squadra        | Tempo    |
| ---- | --------------- | -------------- | -------- |
| 1    | Robert Vrečer   | Perutnina Ptuj | 9h52'55" |
| 2    | Blaž Furdi      | Sava           | a 18"    |
| 3    | Radoslav Rogina | Loborika       | a 24"    |

## Classifiche finali

### Classifica generale
| Pos. | Corridore           | Squadra        | Tempo    |
| ---- | ------------------- | -------------- | -------- |
| 1    | Robert Vrečer       | Perutnina Ptuj | 9h52'55" |
| 2    | Blaž Furdi          | Sava           | a 18"    |
| 3    | Radoslav Rogina     | Loborika       | a 24"    |
| 4    | Jan Tratnik         | Zheroquadro    | a 54"    |
| 5    | Wilco Kelderman     | Rabobank Cont. | a 1'05"  |
| 6    | Arkimedes Arguelyes | Itera-Katusha  | a 1'10"  |
| 7    | Matej Gnezda        | Adria Mobil    | a 1'23"  |
| 8    | Harald Totschnig    | Tyrol Team     | a 1'26"  |
| 9    | Michael Stevenson   | Sparebanken    | a 1'34"  |
| 10   | Tomáš Bucháček      | PSK Whirlpool  | a 1'41"  |